# Obispo Santistevan (provins)

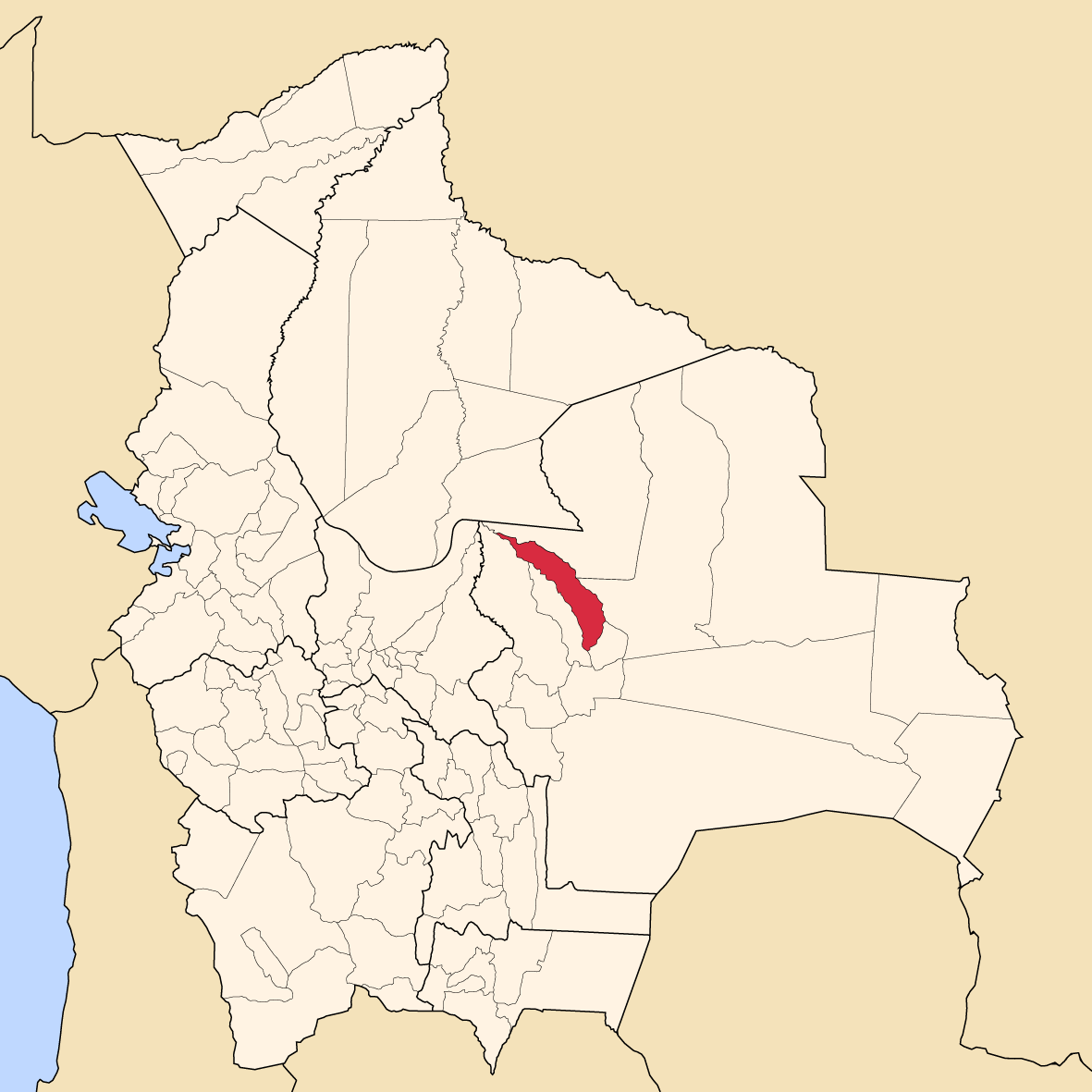
Provinsens läge i Bolivia

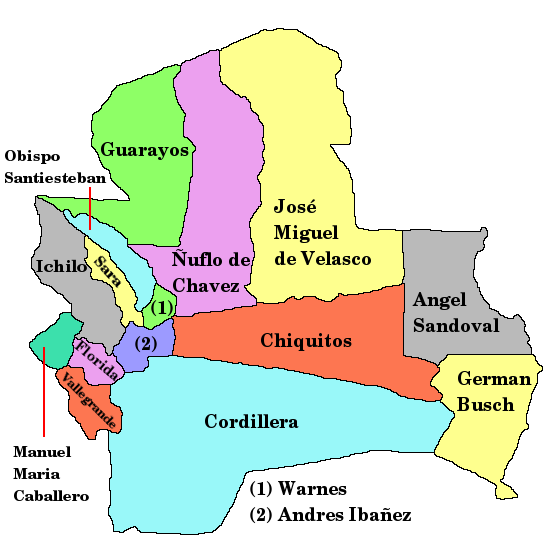
Provinser i Santa Cruz

Obispo Santistevan är en provins i departementet Santa Cruz i Bolivia. Den administrativa huvudorten är Montero.